# 金森俊樹
金森 俊樹（かなもり としき、1953年 - ）は、日本の財務官僚。財務総合政策研究所次長や、財務省大臣官房政策評価審議官、大和総研常務理事などを務めた。

## 人物・経歴
兵庫県神戸市生まれ。1972年灘高等学校卒業。1976年一橋大学経済学部卒業。大学には首席で入学し、首席で卒業した。在学時に経済倫理学、経済哲学を専門とする元一橋大学長の塩野谷祐一と経済数学を専門とする二階堂副包に師事。1976年大蔵省入省。外務省研修所で中澤英彦（東京外国語大学名誉教授）よりロシア語を学んだ後、在ソ連日本大使館2等書記官勤務。中澤からは、半年足らずの学習で、少なくとも外大のロシア語専攻の大学院生レベルには達したと言われた。在ロスアンジェルス日本領事館領事を経て、1990年アジア開発銀行理事代理。その後、外務省、大蔵省、通産省の本省課長を経て、2000年香港理工大学中国商業センター客員研究員。2003年香港中文大学の普通話（中国語マンダリン）課程を取得単位すべてA評価で修了し、現在の普通話高等文凭（Advanced Diploma in Putonghua）にあたる資格を取得。同年アジア開発銀行研究所総務部長。2006年財務省神戸税関長。2007年財務省財務総合政策研究所次長。2008年財務省大臣官房政策評価審議官。2010年大和総研常務理事。2015年〜2021年香港所在の資産運用金融機関日本ウェルス独立取締役。2000年から2003年の香港在住以来、中国経済に関する調査研究に携わり、多くのリポートを発表している。2016年には髙橋洋一著『中国GDPの大嘘』について、引用元を明示しないまま自身の記述と著しく酷似している部分があると指摘し、講談社企画部担当部長名で、講談社の不手際で出典の明示を怠ったとして、謝罪がなされた。2023年瑞宝中綬章受章。

## 著作

### 著書
- "Private sector development in the People's Republic of China"（共著）アジア開発銀行研究所 2004年
- "Modeling private sector development in the People's Republic of China"（共著）アジア開発銀行研究所 2005年。 共著者とともに2006年中国孙治方経済科学奨を受賞
- 『人民币汇率重估 : 实证分析与政策含义』（共著）アジア開発銀行研究所 2005年
- "Renminbi Revaluation-Theory, Practice and Lessons from Japan"（共著）アジア開発銀行研究所 2006年
- 〝ミャンマー開国ーその経済と金融” （共著）金融財政事情研究会 2013年

### 監訳書
- 『中国債券市場の未来』日本証券経済研究所 2020年

### 連載記事
- 「富裕層向け資産防衛メディア | 幻冬舎ゴールドオンライン」
- 「最近の香港情勢、6つの問題」未来を創る財団 Newsleter Mirai (Future) みらい　No.20 Nov 2019
- 太陽グラントソントン　エグゼクティブニュース　2011年11月、2014年9月、2019年6月、2021年8月
- 外国為替貿易研究会「国際金融」
- 時事通信　金融財政ビジネス